# الحقونا (فلم)
الحقونا فيلم مصري تشويق وجريمة أُنتج عام 1989، من إخراج علي عبد الخالق وتأليف إبراهيم مسعود وبطولة نور الشريف وصلاح ذو الفقار وعادل أدهم.

## القصة
الفيلم يتحدث عن سرقة الكلى من دون علم المريض يتبرع «قرشي» بدمه لرجل الأعمال الكبير رأفت المصاب بفشل كلوي، وتتكرر عملية نقل الدم مقابل تعيينه سائقا لسيارته. تجرى عملية جراحية لقرشي ويتم استئصال كليته دون علمه ويحاول قرشي الحصول على حقه.

## طاقم العمل
- نور الشريف
- صلاح ذو الفقار
- عادل أدهم
- نجوي فؤاد
- وحيد سيف
- فادية عبد الغني
- حسين الشربيني